# Krutoje (przystanek kolejowy)
Krutoje (ros. Крутое) – przystanek kolejowy w miejscowości Oriechowo-Zujewo, w rejonie oriechowsko-zujewskim, w obwodzie moskiewskim, w Rosji. Położony jest na nowym szlaku Kolei Transsyberyjskiej, w obrębie stacji Oriechowo-Zujewo.
Dla części pociągów pasażerskich z Moskwy jest to przystanek końcowy.